# 波茲南省
波茲南省（województwo poznańskie）是波蘭歷史上的一個省，始於1945年。1999年1月1日被併入大波蘭省。
1965年面積26,723平方公里，人口2,126,300人。1998年面積8,151平方公里。人口1,237,800人。首府波茲南。